# Serhij Leščenko
Serhij Leščenko (ukrajisky: Сергій Анатолійович Лещенко; nar. 30. srpna 1980, Kyjev) je ukrajinský bývalý novinář a politik, od roku 2014 člen Verchovné rady a od roku 2015 vyučující na Ukrajinské katolické univerzitě.

## Životopis
Vystudoval žurnalistiku na Národní univerzitě Tarase Ševčenka v Kyjevě. V roce 2000 začal pracovat pro televizi Novij Kanal a pro internetové noviny Ukrajinska pravda, kde se v roce 2002 stál zástupcem šéfredaktora. Stal se známým investigativním novinářem a na svých článcích spolupracoval především s Mustafou Najemem. Byl jedním z organizátorů demonstrací na Majdaně. V roce 2014 byl zvolen poslancem Verchovné rady za Blok Petra Porošenka. Stal se velkým kritikem prezidenta Porošenka a v roce 2016 přestoupil do Demokratické aliance.

## Ocenění v médiích
Časopis Korrespondent jej označil za 55. nejvlivnějšího muže na Ukrajině. Německý týdeník Welt jej zařadil mezi úspěšné a nadějné proevropské politiky.